# محفل ملی آمریکا
محفل ملی آمریکا یکی از مؤسسات اداری جامعه در آئین بهائی است. در سیستم اداری موجود در این آئین، بهائیان فعال، سلیم، و دارای حق رأی (۲۱ سال به بالا) در سطح محلی، منطقه‌ای، ملی، و بین‌المللی، با انتخاب هیئت‌های ۹ نفره برای ادارهٔ امور جوامع خود مشارکت می‌کنند. واژهٔ محفل ملی (بیت‌العدل ثانوی) برای اولین بار در وصیت‌نامهٔ عبدالبهاء آمده‌است. محفل ملی که مسئولیت هدایت، هماهنگی و تحرک بخشیدن به فعالیت‌های محفل‌های روحانی محلی و اعضای جامعهٔ بهائی هر کشور را بر عهده دارد، هر سال توسط نمایندگان منتخب بهائیان کشور انتخاب می‌شود.
محفل ملی بهائیان آمریکای شمالی (ایالات متحده و کانادا) برای اولین بار در سال ۱۳۰۴ شمسی (۱۹۲۵ میلادی) تشکیل شد. عبدالبهاء با مکاتبات و سفرهایش به نقاط مختلف آمریکای شمالی به آموزش و تشویق بهائیان آن سامان پرداخت. او فعالیت‌های بهائیان آمریکای شمالی را تحسین بسیار کرده و مخصوصاً با تمجید از استعدادهای نهفته در بهائیان ایالات متحده آن دیار را «مهد» نظم اداری بهاءالله خوانده‌است. در سال ۱۲۷۷ شمسی (۱۸۹۷) تعداد بهائیان شیکاگو و کنوشا به صدها نفر رسیده بود. عبدالبهاء در سفرش به غرب، تعالیم پدرش را انتشار داد و به تحکیم جوامع نوپای بهائیان غربی همت گماشت. او برای تأسیس یک جامعهٔ بین‌المللی که تعالیم بهاءالله را منعکس کند اقدام کرد. یک جنبهٔ اصلی این کار تغذیهٔ روحانی و پرورش مؤسسات نظم اداری بهائی بود.

## آیین بهائی در آمریکای شمالی
در ۱ مهرماه ۱۲۷۱ شمسی (۲۳ سپتامبر۱۸۹۳ میلادی) برای اولین بار ذکر نام بهاءالله و آئین بهائی در «کنگرهٔ جهانی ادیان» در رابطه با نمایشگاه کلمبیا در شیکاگو اعلام شد. کمتر از یک سال پس از آن ابراهیم خیرالله که در مصر بهائی شده بود، در آمریکا به سفرهای متعدد پرداخت و به نشر این آئین مبادرت کرد. به این ترتیب عده‌ای از آمریکایی‌ها شروع به پیروی از این دیانت جدید کردند. اولین بهائی آمریکایی تورنتون چیس مدیر یک شرکت بیمه بود که در بین پیروان اولیه مقام والایی یافته و در فعالیت‌های اولیه نقش مهمی داشت. دیگری خانمی پر استعداد و پر انرژی بود به‌نام لوئیزا مور که با نام لووا گتسینگر در بین بهائیان مشهور است. وی با سفرهای متعدد در سراسر ایالات متحده به فعالیت‌های تبلیغی پرداخت. یکی از افرادی که توسط لووا گتسینگر به آئین بهائی جذب شد خانم فیبی هرست یک میلیونر خیرخواه و نیکوکار بود. او در اواخر ۱۲۷۷ شمسی (۱۸۹۸ میلادی) برای ملاقات عبدالبهاء سفری به فلسطین کرد. فیبی هرست در این سفر یک گروه ۱۵ نفره، از جمله لووا گتسینگر و همسرش ادوارد گتسینگر، ابراهیم خیرالله و همسرش و دوشیزه می بولز را دعوت به همراهی در این سفر نمود. در آن زمان می بولز در پاریس زندگی می‌کرد. اما سه سال بعد از آن وقتی که با ویلیام سادرلند مکسول ازدواج نمود محل اقامت خود را به کانادا انتقال داد و شالودهٔ آئین بهائی را در آن کشور بنا نهاد. رابرت ترنر، خدمتکار مخصوص خانم هرست، که اولین بهائی سیاهپوست آمریکایی شناخته شد نیز در این گروه بود. دیدار این گروه آغاز سفر گروه‌های دیگر از زائران بهائی از اروپا و آمریکای شمالی برای دیدار عبدالبهاء بود. غیر از دوران جنگ جهانی اول، سفرهای گروه‌های مختلف به‌مدت بیست و سه سال تا درگذشت عبدالبهاء در سال ۱۳۰۰ شمسی (۱۹۲۱ میلادی) ادامه داشت.

### جوامع بهائی
در این مدت (۱۲۷۱–۱۳۰۰ شمسی) جوامع بهائی در سراسر ایالات متحده و کانادا تشکیل شد. جلسات عمومی و دوره‌های بحث و مذاکره دربارهٔ موضوع‌های مختلف بهائی ایجاد شدند. جزوه‌ها و کتابچه‌هایی که فقط شامل مفادی از الواح بهاءالله و عبدالبهاء بودند برای اطلاع مردم دربارهٔ این آیین تهیه و در دسترس همگان گذاشته می‌شد. افرادی هم که از سفر به عکا و دیدار عبدالبهاء برمی‌گشتند خاطرات سفرشان را با دیگران درمیان می‌گذاشتند. همزمان با این فعالیت‌های بهائیان، بحران‌هایی هم از نظر بهائیان در آمریکای شمالی ایجاد شد. از جمله ابراهیم خیرالله که در اواخر سال ۱۲۷۱ شمسی (۱۸۹۲ میلادی) برای تجارت و تبلیغ امر بهائی به آمریکا رفت خود را یکی از توانمندترین مبلغان بهائی در ایالات متحده می‌دانست. او در سال ۱۲۷۷ شمسی (۱۸۹۸ میلادی) در عکا از عبدالبهاء خواست که او را به‌عنوان ناشر آیین بهائی به جامعه معرفی کند. عبدالبهاء برخی مفاهیم بهائی را برای درک صحیح آن‌ها به خیرالله توضیح داد، و از او خواست که به مطالعهٔ جدی آثار بهائی بپردازد. خیرالله قبول نکرد و به تدریج از تعالیم بهاءالله دور افتاد. پس از بازگشت خیرالله از عکا به آمریکا بهائیان و شاگردان او از رفتار او متعجب شدند که عبدالبهاء را رد کرده و فقط به نقش خودش در امر بهائی در غرب تأکید می‌کرد. ادوارد براون یادداشت‌هایی از سخنرانی‌های خیرالله در تبلیغ بهائیت را انتشار داده‌است. خواننده متوجه می‌شود که از تمام تعالیم بهاءالله آنچه از ایران به آمریکای شمالی رسیده فقط مطالبی در اثبات مقام بهاءالله و ایدهٔ وحدت بشر یافت می‌شود. چون فعالیت‌های خیرالله برای گردآوری مریدانی برای خودش به جایی نرسید، مأیوسانه به سوریه بازگشت. در مدت فعالیت‌های خیرالله در آمریکا، عبدالبهاء معلم او، عبدالکریم طهرانی، میرزا حسن خراسانی، میرزا اسدالله و ابوالفضائل گلپایگانی را برای انتشار تعالیم بهاءالله و حفظ آیین بهائی به ایالات متحده فرستاد.

### سفرهای عبدالبهاء در آمریکا
بهائیان اروپا و آمریکا پس از دیدار عبدالبهاء و مراجعت به ممالک خود، جد و جهد خود را برای انتشار پیام بهاءالله تشدید دادند. سرعت تبلیغ مستمراً شدّت یافت و بهائیان ثابت برای هدایت در درک تعالیم بهاءالله متوجه راهنمایی‌های عبدالبهاء بودند. نهایتاً عبدالبهاء شخصاً تصمیم گرفت که به محض خلاصی از زندان عثمانی یک سفر تبلیغی به ممالک غرب را در پیش گیرد. ده سال طول کشید تا این سفر برایش امکان‌پذیر شد. پیش از این سفر عبدالبهاء طی آن ده سال با ارسال الواح متعدد به افتخار بهائیان اولیه، آنان را تشویق به فعالیت کرده و برای جامعه‌سازی راهنمایی می‌نمود. وی با اعزام پی‌درپی مشوقان و مبلغان و ارسال پیام‌های شفاهی به وسیلهٔ زائرین با آن‌ها در تماس بود. عبدالبهاء با تشویق بهائیان به دوری از گمانه‌زنی در مورد مسائل ماوراءالطبیعه با شدت و انرژی بیش از قبل تصمیم به تشریح تعالیم اساسی و اجتماعی بهاءالله در جهان پرداخت. در نامه‌نگاری و مکالمه‌های شفاهی با زائران، عبدالبهاء تأکید می‌نمود که نه تنها قلب هر انسان بلکه به‌طور کلی اساس سازمان اجتماع باید منقلب شود. وی بسیاری از تعالیم اجتماعی بهائی نظیر اعتبار ادیان بزرگ الهی، نیاز به از بین بردن نژادپرستی، تساوی حقوق زنان و مردان، اهمیت تعلیم و آموزش عمومی و ایجاد یک سیستم عادلانهٔ اقتصادی و اجتماعی، را با بهائیان آمریکای شمالی و اروپا در میان می‌گذاشت.
در نتیجهٔ پیروزی «انقلاب ترکان جوان» در ترکیه در سال ۱۲۹۵ شمسی (۱۹۰۸ میلادی) تمام زندانیان سیاسی و حتی زندانیان مذهبی آزاد شدند. در نتیجه عبدالبهاء که در بین این گروه آزادی یافت و مجاز بود که از فلسطین خارج شود و به‌طور مستقیم نقشی در انتشار و استحکام تعالیم پدرش در غرب ایفا نماید. بهاءالله در کتاب اقدس از حکًام قارهٔ آمریکا خواسته‌است که هیکل مملکت را به زیور عدل و پرهیزکاری، و تارُکَش را به تاج ذکر پروردگار زینت بخشند. در سال ۱۲۹۶ شمسی (۱۹۰۹) عبدالبهاء اوضاع را برای ترک محل اقامت خود مناسب دانست. پس از تقریباً یک سال مداوا در مصر و بازیافتن سلامتی که در اثر صدمات سال‌های طولانی زندان از بین رفته بود بماند. و در ۲۰ مرداد ۱۲۹۰ (۱۱ اوت ۱۹۱۱ میلادی) با گروه کوچکی از همراهان با کشتی «اس.اس. سدریک» به سوی مارسی حرکت کرد تا سفر بیست و هشت ماههٔ خود را به غرب آغاز کند. این سفر شامل دو بازدید از لندن، پاریس و اشتوتگارت و دیدارهای کوتاه از مراکز دیگر اروپایی و سفرهای طولانی در سراسر آمریکای شمالی بود.
عبدالبهاء در ۲۲ فروردین ۱۲۹۱ شمسی (۱۱ آوریل ۱۹۱۲ میلادی) وارد شهر نیویورک شد. در طول اقامت در آمریکای شمالی برای دیدار بهائیان ایالات متحده و کانادا به شهرهای مختلف سفر کرد. از آوریل تا دسامبر موفق شد بیش از چهل شهر کوچک و بزرگ ایالات متحده را از ساحلی تا ساحل دیگر دیدن کند. یکی از شهرهای بزرگ شیکاگو بود که در آن‌جا اولین سنگ بنای ساختمان اولین مشرق‌الاذکار بهائی -- «ام المعابد غرب»، مشرق‌الاذکار شیکاگو را بنا کرد. وی از الیوت در مین نیز دیدن کرد. در این محل یکی از بهائیان به‌نام سارا فارمر مؤسس گرین ایکر مؤسسهٔ خود را که برای آموزش و تعلیم بزرگسالان بود برای انتشار روش‌مند پیام بهاءالله در اختیار بهائیان گذاشته بود. عبدالبهاء از مونترآل کانادا نیز دیدن کرد. در آن‌جا مهمان معمار کانادایی ساترلند مکسول و همسرش می بولز مکسول بود. می بولز مکسول در زمانی که دختر جوانی بود بهائی شده بود و در بین اولین مسافرانی بود که با گروه فیبی هرست در سال ۱۲۷۷ (۱۸۹۸) برای دیدار عبدالبهاء به عکا رفت. در مونترآل کانادا از عبدالبهاء همان استقبالی شد که در شهرهای بزرگ اروپا و ایالات متحده اتفاق افتاد. وی از کلیسای نوتردام دیدن کرد. به دعوت کلیسای «نجات‌دهنده» و کلیسای «سنت جیمز»، گفتار نمود، و در جلسهٔ بزرگ اتحادیه بازرگانان در خیابان سنت لورنس سخنانی ایراد نمود. همچنین تعداد زیادی گفتمان‌های غیررسمی در محل اقامت خود در هتل ویندسور و در منزل مکسول در خیابان پاین که در مرحلهٔ اول سفر مهمان بود ایراد نمود. مانند جاهای دیگر چون اروپا و ایالات متحده، روزنامه‌های بزرگ کانادا سفرهای وی را به صورت گسترده دنبال می‌کردند. این سفرها نتایج بسیاری به بار آورد. پیروان غربی، مستقیماً با رهبر دینی خود تماس یافته مراتب ایمان خود را اعلام داشتند. برای دیدار عبدالبهاء جمع شدند، نصایح او را جویا بودند و توانستند موفق به درک بهتر و روشن شدن تعالیم آیین جدید دربارهٔ مسائل دینی، اجتماعی و اخلاقی شوند. پذیرش سخنان عبدالبهاء به‌وسیلهٔ عموم شنوندگان و خوانندگان جراید در آن زمان و مکان، کار بهائیان را برای انتشار آیین بهائی آسان‌تر می‌کرد. عبدالبهاء نه تنها با جمعیت‌های کلیساها صحبت کرد بلکه با انجمن‌های صلح، اتحادیه‌های بازرگانی، استادان دانشگاه، و مجامع مختلف «بهبود اجتماعی» فرصت محاوره و سخنرانی داشت. در نتیجه در پایان این سفر پیام اجتماعی بهاءالله به صورت عمومی ابلاغ شد و یک نسل جدید بهائی از طبقات مختلف جامعهٔ غربی به جامعهٔ جهانی بهائی پیوست.

### ساختمان مشرق‌الاذکار آمریکا
یکی از وقایعی که در طول سفر عبدالبهاء به ایالات متحده صورت گرفت گذاشتن اولین سنگ بنای مشرق‌الاذکار در شیکاگو بود. بین اولین مؤسسات بهائی در ایالات متحده گروهی به‌نام «هیئت معبد بهائی» در سال ۱۲۸۸ شمسی (۱۹۰۹ میلادی) به ثبت رسید تا رسماً تأسیس اولین مشرق‌الاذکار بهائی را در غرب عالم زیر نظر بگیرد. ساختمان این مشرق‌الاذکار در ناحیهٔ ویلمت ایلینوی در نزدیکی شیکاگو در سال ۱۳۳۲ شمسی (۱۹۵۳ میلادی) به پایان رسید.
با راهنمایی عبدالبهاء در سال ۱۲۸۸ شمسی (۱۹۰۹ میلادی)، بهائیان ایالات متحده و کانادا مشترکاً نه نفر را به عنوان کمیتهٔ اجرایی برای ساختن مشرق‌الاذکار انتخاب نمودند. بیست و هشت سال بعد در اردیبهشت ۱۳۱۶ (۱۹۳۷) یکی از اهداف نقشهٔ هفت سالهٔ آمریکای شمالی تکمیل قسمت خارجی اولین مشرق‌الاذکار آمریکای شمالی بود. حجر زاویهٔ این مشرق‌الاذکار در سال ۱۲۹۱ شمسی (۱۹۱۲) به دست عبدالبهاء نهاده شد. ساختمان این بنا در سال ۱۳۳۲ شمسی (۱۹۵۳) در شیکاگو به پایان رسید. این بنا مرکزی برای برگزاری اجتماعات سالیانه بود. بهائیان معتقدند: در این بنا و ملحقات آن دو اصل اساسی موجود در آیین بهائی «عبادت و خدمت» با هم توأم می‌شوند. به گفتهٔ عبدالبهاء مشرق‌الاذکار در آینده ملحقاتی چون یک بیمارستان، داروخانه، مسافرخانه، مدرسه برای یتیمان، و دانشگاه برای آموزش عالی خواهد داشت. اعضای کمیتهٔ اجرایی مشرق‌الاذکار تیم جداگانه‌ای را انتخاب نمودند که به چاپ متون بهایی بپردازد. همچنین این مرکز عهده‌دار تبلیغ آیین بهائی در سراسر کشور ایالات متحده شد. علاوه بر آن، بررسی در دقت و صحت متون چاپ شده در کتاب‌ها و جزوه‌های بهائی هم از مسئولیت‌های این گروه به‌شمار می‌رفت. در زمان درگذشت عبدالبهاء در سال ۱۳۰۰ شمسی (۱۹۲۱ میلادی) این نهاد به‌عنوان مرکز هماهنگ‌کنندهٔ امور بهائیان در سطح ملی شناخته شد.

### الواح ملکوتی عبدالبهاء
عبدالبهاء پس از بازگشت از سفر غرب، به مکاتبات خود با بهائیان آمریکا و کانادا ادامه داد. نامه‌های راهنمایی و تشویقی به گروه‌ها و افراد مختلف فرستاد. از جمله نامه‌هایی بودند که توأماً به نام «الواح نقشهٔ ملکوتی» و «فرمان‌های تبلیغی» شناخته شده‌اند. این الواح عبارت‌اند از چهارده لوح از عبدالبهاء خطاب به جامعهٔ بهائیان آمریکای شمالی: هم به صورت جمعی و هم به صورت منطقه‌ای خطاب به کانادا، شمال شرق، جنوب، مرکز و غرب آمریکا. هشت لوح اوّل بین ۶ فروردین تا ۲ اردیبهشت ۱۲۹۵ شمسی (۲۶ مارس و ۲۲ آوریل ۱۹۱۶) و بقیه بین ۱۳ بهمن ۱۲۹۵ شمسی (۲ فوریه و ۸ مارس ۱۹۱۷) صادر شده‌است. عبدالبهاء در این مکاتبات بهائیان را تشویق به انتشار تعالیم بهاءالله در آن دو کشور و نقاط دیگر جهان می‌نمود. پس از عبدالبهاء، شوقی افندی در پیشبرد هدایت‌های وی کوشا بوده از بهائیان خواست که شروع به اجرای اهداف مورد نظر عبدالبهاء در این الواح نمایند و برای ترویج تعالیم این آیین و نیز ایجاد جوامع بهائی به کشورهای آمریکای لاتین مهاجرت کنند. بعدها بر اساس همان الواح یک نقشهٔ ده‌ساله که از ۱۳۳۲ تا ۱۳۴۲ شمسی (۱۹۵۳–۶۳ میلادی) بود به بهائیان عالم ارائه داد. عدهٔ قابل ملاحظه‌ای از بهائیان آمریکای شمالی (کانادا و ایالات متحده) به نقاط مختلف عالم مهاجرت کردند. امروزه بیت‌العدل عمومی با توجه به آثار بهاءالله، الواح نقشهٔ ملکوتی عبدالبهاء و راهنمایی‌های شوقی افندی، طرح‌های گسترش و تحکیم خدمات جوامع بهائی را تهیه می‌کند.

## محفل ملی ایالات متحده
در سال ۱۳۰۴ شمسی (۱۹۲۵ میلادی) تحت راهنمایی‌های جانشین عبدالبهاء، شوقی افندی، اولین محفل ملی بهائیان آمریکای شمالی (ایالات متحده و کانادا) تشکیل شد. شوقی افندی اقدام به تحکیم این آیین و نظم اداری آن در جوامع بهائی نمود. با هدایت‌های وی از آن به بعد در آمریکای شمالی هیئت مدیرهٔ مشرق‌الاذکار که فقط قوهٔ اجرایی تصمیمات نمایندگان جلسات شور سالانه را داشت، اختیارات تقنینی هم دارا شد و راهنمایی و پرورش تمام جوامع بهائی کشور هم از وظایفش اعلام گردید. شوقی افندی در نامه‌ای که قبل از گردهمایی اردیبهشت آن سال فرستاد، لزوم تشکیل محافل روحانی محلی را در جوامعی که بیش از ۹ نفر بهائی بالغ داشت تأکید نمود. برای تقویت و رشد قابلیت این محافل از بهائیان خواست تا تمام فعالیت‌های جامعه را تحت راهنمایی و اختیارات محافل روحانی محلی و ملی پیش ببرند. به گفتهٔ وی مؤسسات اداری بهائی ابزار لازم برای عملکرد «نقشهٔ ملکوتی» عبدالبهاء به منظور انتشار آئین بهائی در جهان هستند. در تاریخ بهائیان ایالات متحده محفل روحانی محلی بهائیان کنوشا در ایالت ویسکانسین که در سال ۱۲۷۸ شمسی (۱۸۹۹ میلادی) تشکیل شد را می‌توان به منزلهٔ اولین محفل روحانی محلی در ایالات متحده محسوب کرد. در آغاز تأسیس محافل محلی، بهائیان از نام‌های گوناگونی چون «مجمع شور»، «هیئت مشورتی» و «بیت‌العدل» استفاده می‌کردند. در سال‌های ۱۲۸۱–۱۲۸۲ شمسی (۱۹۰۲ – ۳ میلادی) عبدالبهاء پیامی به بهائیان عالم فرستاد که به منظور از بین بردن هراس از رقابت این مجمع‌های شور بهائی با عملکردهای اجرایی و قضایی دولت، تمام این «مجامع شور» باید فعلاً به‌نام «محافل روحانی» خوانده شوند.
در بین اولین محافل روحانی ملی در جهان محفل ملی آمریکای شمالی برای مدیریت جامعهٔ بهائیان ایالات متحده و کانادا در سال ۱۳۰۴ شمسی (۱۹۲۵ میلادی) تشکیل شد. این در حالی است که محفل ملی ایران ۹ سال بعد، در سال ۱۳۱۳ شمسی (۱۹۳۴ میلادی) شکل گرفت که نشان از قدمت محفل ملی آمریکای شمالی دارد. از سال ۱۳۰۷ شمسی (۱۹۲۸) تا کنون محفل ملی ایالات متحده مدیریت امور جامعهٔ بهائیان «۴۸ ایالت مجاور» را بر عهده دارد و جامعهٔ خود را از لحاظ پیشرفت روحانی و اخلاقی راهنمایی می‌کند. در سال ۱۳۲۷ شمسی (۱۹۴۸ میلادی) بود که ایالات متحده و کانادا محفل‌های مستقلی را در حوزهٔ اختیارات خود تأسیس نمودند. جامعهٔ بهائیان آلاسکا در سال ۱۳۳۶ شمسی (۱۹۵۷ میلادی) و ایالت هاوایی در سال ۱۳۴۳ شمسی (۱۹۶۴ میلادی) محافل روحانی ملی خود را مستقل از محفل روحانی ایالات متحده تشکیل دادند. بدین ترتیب محفل روحانی ملی بهائیان ایالات متحده شامل جامعه‌های موجود در ۴۸ ایالت «مجاور» در این کشور است. اعضای این محفل ملی مانند محافل ملی دیگر جهان شامل ۹ نفر از بهائیان زن و مرد ساکن این ۴۸ ایالت هستند که برای یک سال انتخاب می‌شوند. بدین ترتیب عضویت در این مجمع دائمی نیست. تغییر اعضاء فقط با آراء نمایندگان منتخب جوامع بهائی صورت می‌گیرد. دفتر مرکزی این محفل در اوانستون، ایلینوی، شیکاگو واقع شده‌است. بهائیان معتقدند که از مهم‌ترین تحولاتی که در سال‌های ۱۳۲۹ و ۳۰ شمسی در این نظم اداری ایجاد شد، ثبت قانونی محفل روحانی ملی ایالات متحده است. بر اساس این تحول بود که چگونگی پذیرفتن اعضای جدید در جامعهٔ بهائی نیز مشخص گردید. قانونی شدن محفل روحانی ملی، اول در ایالات متحده در سال ۱۳۰۶ شمسی (۱۹۲۷ میلادی) و بعد در کشورهای دیگر انجام شد. تدارک ابتدایی ثبت قانونی محافل روحانی چنین بود که با دریافت «بیان‌نامه» و «آئین‌نامهٔ» محفل روحانی بهائیان ایالات متحده، وزارت امور خارجهٔ آن کشور گواهینامهٔ قانونی بودن آن را در اردیبهشت ۱۳۰۸ (۱۹۲۹ میلادی) صادر کرد و آن را به رسمیت شناخت.

### نظم اداری بهائی
نظم اداری بهائی سیستمی است برای ادارهٔ امور مجامع بهائی به‌وسیلهٔ اعضای آن که توسط بهاءالله پایه‌گذاری و توسط جانشینان او تشریح و پیاده‌سازی شد. عبدالبهاء در الواح وصایای خود از تشکیل محافل روحانی ملی نام برد و طریقهٔ انتخاب اعضای آن را ذکر کرد. وی همچنین مشخص نمود که بیت‌العدل اعظم باید توسط اعضای محافل ملی سراسر دنیا انتخاب شود. عبدالبهاء در سال ۱۳۰۰ شمسی (۱۹۲۲) در وصیت‌نامهٔ خود شوقی افندی را با اختیار تام به رهبری بهائیان جهان، و ادامهٔ توسعه و تکامل اجرای فرمان‌های آئین بهائی موظف نمود. توسعه و تحکیم نظم اداری با توجه به هدایت‌های شبانه‌روزی شوقی افندی توسط بهائیان آمریکا و نقاط دیگر جهان ادامه یافت. در آثار بهائی آمریکای شمالی به خصوص ایالات متحده به‌عنوان «مهد نظم اداری» بهاءالله خوانده شده‌است. به نظر بهائیان جریان توسعه و گسترش نظم اداری بهائی از مشخصات ممتاز دورهٔ شوقی افندی است. او تأسیس محافل روحانی محلی و ملی را برای آماده کردن بهائیان گیتی به جهت انتخاب بیت‌العدل عمومی که در آثار بهائی بالاترین مرجع اداری بهائیان نامیده شده، لازم دانست. در ضمن، اصول انتخابات، شرایط عضویت، عملکرد و وظایف آنان را بر اساس الواح عبدالبهاء برایشان تشریح نمود. کمی بعد از درگذشت شوقی افندی بیت‌العدل اعظم تشکیل شد. جوامع بهائی تحت اختیارات مقننه و مجریهٔ بیت‌العدل اعظم در دو مجرای مؤسسات انتخابی و انتصابی سیستم نظم اداری بهائی را به پیش می‌برند اولی مؤسساتی هستند که برای تصمیم‌گیری با در نظر گرفتن حیات جامعه و اهداف آن طرح شده‌اند مانند محافل روحانی ملی و محلی. دیگری مؤسساتی هستند که برای حفظ جامعه و همراهی در انتشار تعالیم بهائی کوشا هستند. بیت‌العدل اعظم مؤسسهٔ مشاوران قاره‌ای را برای ادامهٔ فعالیت‌های مؤسسهٔ انتصابی ایادی امرالله ایجاد کرد. محافل ملی با کمک و مشورت با مشاوران قاره‌ای در زمینهٔ طرح‌های ترویج و تحکیم به ادارهٔ امور جوامع بهائی خود می‌پردازند.

### وظایف محفل
وظایف محفل ملی ایالات متحده مانند محافل ملی دیگر جهان در آثار عبدالبهاء و شوقی افندی مشخص شده و اجرای آن‌ها با راهنمایی‌های بیت‌العدل اعظم ادامه می‌یابد. فعالیت‌های محافل محلی بهائیان تحت آموزش و نظارت و مدیریت محفل ملی بهائیان کشور قرار دارد. محفل ملی به راهنمایی و متحد نمودن محافل روحانی محلی، و تشویق فعالیت‌های فردی بهائیان و محافل محلی آن‌ها در محیط تحت اختیار خود می‌پردازد. نظارت بر کار محافل روحانی محلی و تعیین حدود فعالیت‌های آن‌ها، ترویج صنعت و زراعت نیز در دستور کار محافل ملی است. اعضای این محافل هیچ‌گونه مسئولیتی در قبال نمایندگانی که آن‌ها را انتخاب کرده‌اند ندارند. مسئولیت آن‌ها به انجام وظایفشان از طریق مشورت اعضاء با یکدیگر در مجمع شور محفل و دعوت نمایندگان نقاط مختلف و جلب همکاری و مساعدت نمایندگان به دادن پیشنهادها در برخی موارد است.
وظایف محفل ملی ایالات متحده، در ۴۸ ایالت مجاور، به‌طور کلی شامل رسیدگی به کلیهٔ امور جامعهٔ بهائیان آن کشور، به‌جز ایالات آلاسکا و هاوایی که هر یک محفل ملی خود را دارند، است. محفل ملی، طرح‌های تبلیغی برای گسترش جامعهٔ بهایی را به محافل محلی خود می‌فرستد و از آن‌ها گزارش فعالیت‌هایشان را می‌گیرد. همچنین گزارش‌های مالی محافل محلی را بررسی کرده و تذکّرات و اصلاحیه‌های لازم را در موقعیت‌های مناسب در اختیار آن‌ها می‌گذارد. محافل محلی در صورت نیاز به مشورت و گرفتن راه حل‌های اجرایی، به محفل ملی خود رجوع می‌کنند. از وظایف محفل ملی ایالات متحده حفظ و حراست از آیین بهائی در ۴۸ ایالت مجاور ایالات متحده است. از جمله وظایف دیگر می‌توان به چاپ کتاب و تولید محصولات فرهنگی و مذهبی بهایی، تبلیغ آیین بهائی در سطح کشوری و مددکاری در سطح بین‌المللی، اجرای آموزش و دستورهای بیت‌العدل عمومی، بررسی نیازهای جامعهٔ بهایی در زمینه‌های مختلف و برنامه‌ریزی برای حصول آن‌ها، جمع‌آوری تبرعات بهائیان ۴۸ ایالات مجاور و ارائهٔ نظر در مورد مقررات بهائی به جامعهٔ خویش اشاره نمود. محفل ملی علاوه بر ادارهٔ امور جامعهٔ بهائیان «۴۸ ایالت مجاور» کشور، یک وظیفهٔ بین‌المللی هم دارد. انتخاب اعضای بیت‌العدل عمومی هر پنج سال یک بار توسط اعضای محافل ملی موجود در جهان انجام می‌گیرد.